# العلاقات البريطانية البوتانية
العلاقات البريطانية البوتانية هي العلاقات الثنائية التي تجمع بين المملكة المتحدة وبوتان.

## مقارنة بين البلدين
هذه مقارنة عامة ومرجعية للدولتين:
| وجه المقارنة                                              | المملكة المتحدة                 | بوتان          |
| --------------------------------------------------------- | ------------------------------- | -------------- |
| المساحة (كم2)                                             | 242.50 ألف                      | 38.39 ألف      |
| عدد السكان (نسمة)                                         | 66.02 مليون                     | 807.61 ألف     |
| الكثافة السكانية (ن./كم²)                                 | 272.25                          | 21.04          |
| العاصمة                                                   | لندن                            | تيمفو          |
| اللغة الرسمية                                             | لغة إنجليزية، اللغة الويلزية    | لغة دزونكا     |
| العملة                                                    | جنيه إسترليني                   | نغولترم بوتاني |
| الناتج المحلي الإجمالي (بليون دولار)                      | 2.62 تريليون                    | 2.51 مليار     |
| الناتج المحلي الإجمالي (تعادل القوة الشرائية) بليون دولار | 2.72 تريليون                    | 6.49 مليار     |
| الناتج المحلي الإجمالي الاسمي للفرد دولار أمريكي          | 43.88 ألف                       | 2.66 ألف       |
| الناتج المحلي الإجمالي للفرد دولار أمريكي                 | 40.23 ألف                       | 7.82 ألف       |
| مؤشر التنمية البشرية                                      | 0.907                           | 0.605          |
| رمز المكالمات الدولي                                      | +44                             | +975           |
| رمز الإنترنت                                              | .uk، .gb                        | .bt            |
| المنطقة الزمنية                                           | توقيت غرينيتش، توقيت غرب أوروبا | ت ع م+06:00    |

## منظمات دولية مشتركة
يشترك البلدان في عضوية مجموعة من المنظمات الدولية، منها:
| علم المنظمة | اسم المنظمة                        | تاريخ انضمام المملكة المتحدة | تاريخ انضمام بوتان |
| ----------- | ---------------------------------- | ---------------------------- | ------------------ |
|             | بنك التنمية الآسيوي                | 1966                         | 1982               |
|             | مؤسسة التنمية الدولية              | 24 سبتمبر 1960               | 28 سبتمبر 1981     |
|             | يونسكو                             | 4 نوفمبر 1946                | 13 أبريل 1982      |
|             | وكالة ضمان الاستثمار متعدد الأطراف | 12 أبريل 1988                | 21 أكتوبر 2014     |
|             | الأمم المتحدة                      | 24 أكتوبر 1945               | 21 سبتمبر 1971     |
|             | الاتحاد البريدي العالمي            | ?                            | ?                  |
|             | البنك الدولي للإنشاء والتعمير      | 27 ديسمبر 1945               | 28 سبتمبر 1981     |
|             | الاتحاد الدولي للاتصالات           | 24 فبراير 1871               | 15 سبتمبر 1988     |
|             | منظمة حظر الأسلحة الكيميائية       | ?                            | ?                  |
|             | مؤسسة التمويل الدولية              | 20 يوليو 1956                | 1 ديسمبر 2003      |
|             | منظمة الشرطة الجنائية الدولية      | ?                            | ?                  |

## وصلات خارجية
- موقع وزارة الخارجية البريطانية
- موقع وزارة الخارجية البوتانية